# 大下正孝
大下 正孝（おおした まさたか、1956年7月18日 - ）は、兵庫県出身の日本の武道家。（国際糸東流空手道連合孝心会：宗家会長、範士9段）。空手道の他に、居合道、剣道、柔道、日本拳法、合気道、弓道、馬術、書道を修業。